# 稻庄镇
稻庄镇，是中华人民共和国山東省东营市广饶县下辖的一个乡镇级行政单位。

## 行政区划
稻庄镇下辖以下地区：
南寨村、稻一村、稻二村、稻三村、王口村、南禹口村、北禹口村、冯口村、闫口村、贾刘桥村、孙家村、西家村、北孟村、东朱营村、西朱营村、庞家村、邢家村、孙庄村、灰堆村、徐湾村、东大村、西大村、徐家村、南成口村、北成口村、广小张村、城坞村、南孟村、南徐楼村、皂李村、马楼村、北陈官村、叶家村、刁炉村、高庙村、岔河村、东袁村、宋店村、鞠刘村、西杜村、东杜村、高湾村、淄河店村、石家村、庞项村、东水磨村、西水磨村、段一村、段二村、段三村、长行村、高柳村、陈坡村、大店村、南店村、北店村、王家大营村、陈家大营村、高家大营村、项家大营村、任家大营村、三合村、新河村、侯家村、项庄村、纪家疃村、圈子村、佛王村、郭家村、辛庄村、胜利村、三水口村、韩家村、印家村、南雷埠村、西雷埠村、东雷埠村、高刘村、小高刘村、燕寨村、宋寨村、南塔村、北塔村、小营村和东杨家村。

## 人口
2010年中国第六次人口普查时，稻庄镇共有人口73604人。共有家庭23862户，平均每户2.78人。14岁以下的少年儿童共10879人，占总人口14.78%；15-64岁人口共54852人，占总人口74.52%；65岁及以上的老年人共7873人，占总人口的10.69%。男性共计38359人，占总人口52.11%；女性共计35245，占总人口47.88%。本地居住的人口中，拥有本地户籍的人口为60539人，占82.24%。